# Mari Sano
Mari Sano (佐野まり Sano Mari?) (Seto, 17 de junio de 1968) es una artista japonesa multifacética actualmente radicada en México y Argentina. Además de desenvolverse en el campo de la música, ―en la que se destaca por tocar el charango, la ocarina y la percusión― es compositora, fotógrafa y productora. Tiene tres discos titulados Desde principio (1996), Parque Latino (1999), Amistad musical (2008). Con sus composiciones ha obtenido numerosos premios y reconocimiento como intérprete solista.
En el año 1972, durante su estancia en México, la coreógrafa Amalia Hernández le mostró un baile folclórico ritual celebrado por los indios yaquis y mayos, llamado danza del venado. A partir de esa coreografía, Mari Sano creó la Danza charango/Danza del colibrí, en la que introdujo elementos de su propia invención, como el rasgueo del charango que, con sonidos específicos, lleva adelante su coreografía. En dicho espectáculo se presentan como protagonistas el charango y la danza,  y  sus fotografías destacan  en el fondo del escenario como parte de la escenografía.
Sus creaciones han llegado a varios países como Argentina, México, Ecuador, Cuba, España entre otros y ha contado con los auspicios de los ministerios de cultura y las embajadas de Argentina, Ecuador, Japón y México en reconocimiento a su importante labor  que contribuye a fortalecer  los lazos culturales y de amistad en el mundo.
Ha sido invitada a conciertos, producciones  discográficas y eventos culturales de artistas de Latinoamérica, como Liliana Belfiore, Eduardo Bergara Leumann, Carmina Cannavino, Eloisa López, Horacio López, Franco Luciani, Nuria Martínez, Jaime Torres, la Orquesta Sinfónica de Venezuela, el Coro Nacional de la Casa de la Cultura Ecuatoriana (en Quito) y numerosas bandas de rock, música celta y circos, como Axouxeres, La Zurda, Los Pakidermos y Pasado Violento. Ha colaborado en la música y el producción de la película documental Visiones de Hiroshima y el documental Zamba del loro Mario.

## Biografía
El ambiente familiar marcó su vocación artística desde la más tierna infancia. Su padre, Mitsugui Sano, trabajaba en comercio exterior y su madre, Kuniko Sano, era diseñadora de vestuario. Los oficios de su madre y su padre generaban mudanzas constantes a la familia, lo que generó que Mari percibiera una influencia multicultural desde el comienzo de su vida. 

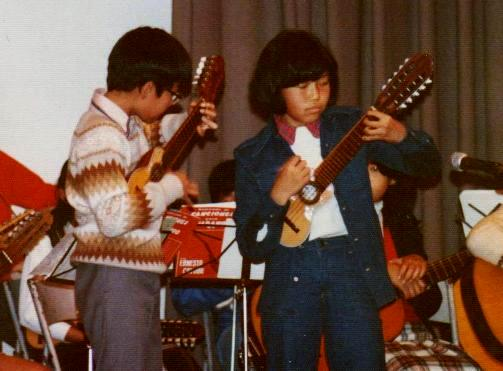
Mari Sano y Ryohei Kondo en Argentina 1980

De 1972 a 1976 creció en México, donde escuchaba música mariachi (su padre era amigo de los integrantes del Trío Los Panchos). Entre 1978 y 1983 vivió en Argentina y aprendió charango con una profesora boliviana, Nora Gil. Desde los 11 años de edad actuó en varios lugares de Buenos Aires (embajadas, radios, auditorios, etc.). La primera vez que vio la actuación de Jaime Torres, le emocionó el fino sonido y el rasgueo del charango. Tuvo importante base artística en Argentina y México.
De vuelta en Japón, sufrió discriminación por parte de sus compañeros de colegio, ya que las vivencias en otros países no eran comunes. Por esta razón, Mari cerró con llave la caja del charango y no la abrió durante muchos años. Mientras tanto, eligió una carrera de educación e ingresó en la universidad de Tokio en educación física. Se dedicó al arte marcial kendo para tener una profunda vivencia japonesa, y trabajó en varios gimnasios y centros para personas con discapacidad.
En la época de secundaria y de la universidad participó en varias bandas de rock como bajista, tocando en festivales del colegio. En 1992 mandó un demo de su primera canción a una audición de la discográfica Sound Desin Record. Fue seleccionada como «Cantautora 1993» y durante un tiempo estuvo en  preparación como nueva artista de la discográfica. Empezó a cantar en varios lugares de Tokio con su guitarra acústica y su teclado electrónico, hasta que un día se le rompió el teclado y tuvo que tocar por primera vez el charango frente al público de Japón. 
A mediados de los años '90 dejó de publicar con la discográfica con la que venía trabajando y abrió su propia productora independiente Aozorakobo con Hirohito Matsuda en 1996. Grabó su primer álbum, Ichiban Ushirokara (‘Desde el Principio’) y para difundirlo comenzó una gira en la que recorrió 150 pueblos y ciudades de Japón.

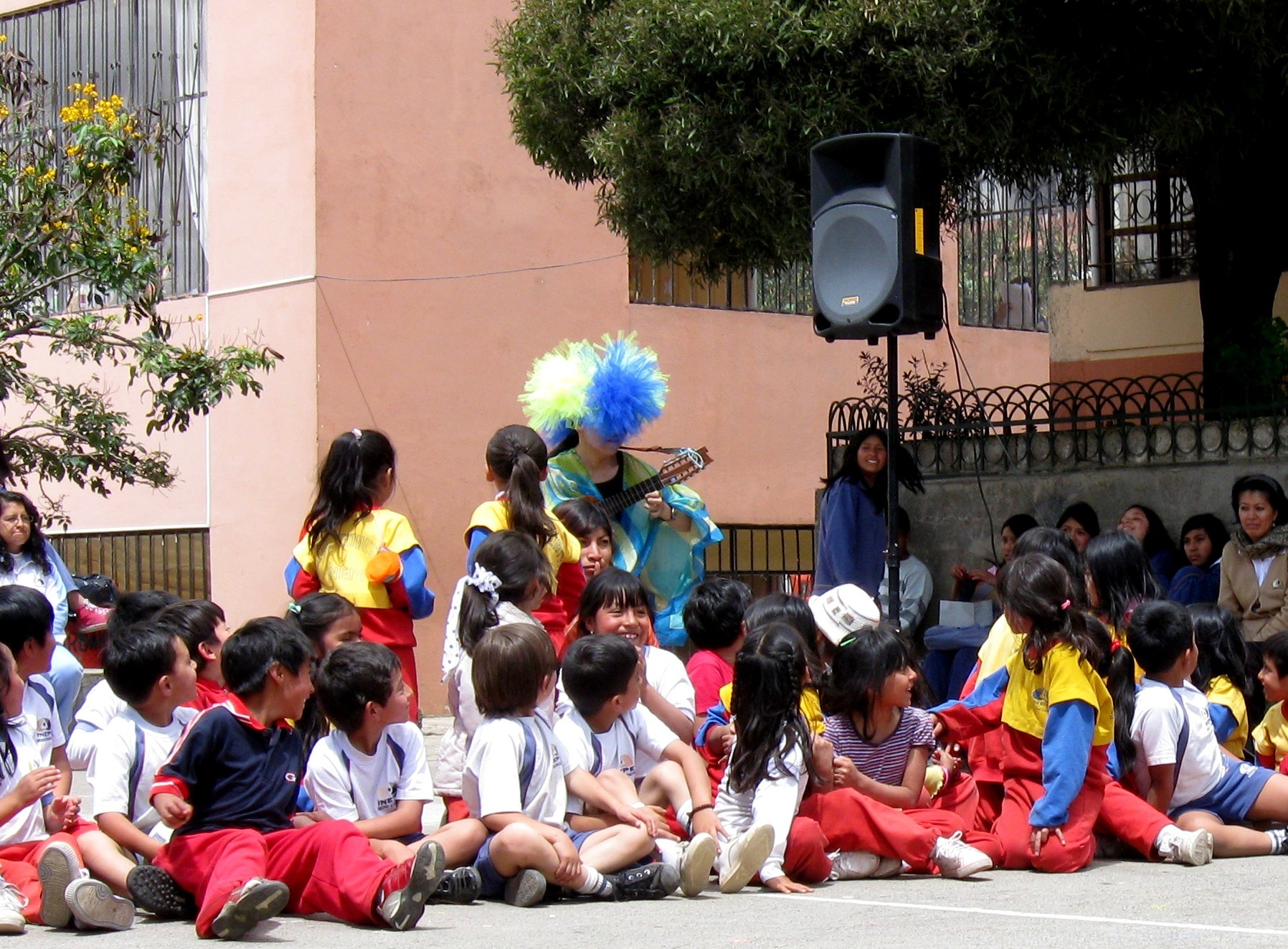
Encuentro cultural Danza del colibrí en una escuela de la ciudad de Quito, en 2010

En 1998, a los 30 años de edad, volvió a la Argentina nuevamente después de 15 años y realizó un viaje hasta la ciudad de La Paz (en la República de Bolivia) para buscar su nuevo charango. Ahí conoció al grupo Kala Marka y con Hugo Gutiérrez arreglaron su charango para poder tocar en línea. A partir de ese viaje escribió varias canciones nuevas y grabó su segundo disco Parque Latino en Argentina con músicos de Buenos Aires (percusión: Fabián Tejada, flauta: Marcelo Jeremía y bajo: Luis Castillo) y la música instrumental la grabó con el percusionista Ryo Watanabe en Japón. En 1999 y 2000, nuevamente hizo una gira por Japón con el nuevo disco. Ambos discos recibieron premios MPA menciones especiales "letra y música" en Japón.
Desde 2000 realiza grabaciones, organiza presentaciones y constantemente participa en varios proyectos como invitada en Buenos Aires.
Desde el 20 de diciembre de 2001 reside en Buenos Aires para su creación artística Danza del charango/Danza del colibrí. Ha estudiado danza con la maestra Liliana Belfiore, Silvina Cortés y Rosaura García en Buenos Aires, y con el maestro Teodoro Aguilar (Danza del venado) en IMBA de México. Fue presentada por primera vez como solista instrumental en Pre Cosquín 2002, 2003 y Pre Baradero 2003. Tras recorrer los festivales del interior de país y las presentaciones en el Centro Cultural de Buenos Aires, sigue actualmente su viaje artístico y el movimiento cultural titulado Encuentro Cultural por la paz / Amistad del Colibrí en el mundo.

## Premios y reconocimientos

### Música
- 1997 MPA mención especial composición y letra (Japón).
- 1999 MPA mención especial composición y letra (Japón).
- 2001 Primer premio intérprete solista Festival Hugo del Carril (Argentina / Matanza).
- 2002 Primer premio intérprete solista Festival de La Costa (Argentina / Santa Teresita).
- 2002 Primer premio proyección provincia de Buenos Aires (Argentina / La Plata).
- 2002 Semifinalista Festival de Rock Aguante Buenos Aires (Argentina).
- 2002 Reconocimiento artístico de Secretaría de Cultura Matanza (Argentina).
- 2002 Mención Especial festival Manzana de las luces / grupo instrumental con Axouxeres (Argentina).
- 2003 Mención Especial solista instrumental Festival Folklore City Bell (Argentina).
- 2003 Tercer premio Solista instrumental Festival Folklórico de la sierra (Argentina / Tandil).
- 2004 Seleccionado artista de Bares Notables (Argentina / Buenos Aires).
- 2009 Auspicia representación diplomática por la Embajada México para Danza del Colibrí (Argentina).
- 2009 Auspicia representación diplomática por la Embajada Ecuador para Danza del Colibrí (Argentina).
- 2010 Reconocimiento artística de Radio UNAM y Delegación Iztacalco (México).
- 2015 Reconocimiento finalista XXII Concurso Canción Guadalupana Juandieguina (México).
- 2016 Reconocimiento invitada XXIII Concurso Canción Guadalupana Juandieguina (México).
- 2017 Certificado Científico Congreso Pedagogía Internacional (Cuba).

### Fotografía
- 2003 Seleccionado fotografía patrimonio cultural (Argentina).
- 2005 Tercer premio "Flores Abierta" (Argentina).
- 2008 Segundo Premio "cielo azul" en MIXI Japan (Japón).

### Extra
- 2005 Medalla de oro Campeonato mundial fútbol femenina Expo Aichi (Japón).

## Discografía
- Ichiban Ushiro kara (1996 AOZORAKOBO) producido Hirohito Matsuda, musical y letra Mari Sano (voz, bajo, guitarra, charango), guitarra Tomohiro Nakamura, ocarina Susumu Shirai, percusión Masatoshi Kainuma, saxo Nao Hosaka
- Parque Latino(1999 AOZORAKOBO), producido Mari Sano y Hirohito Matsuda, Música y letra Mari Sano (voz, charango, guitarra), percusión Ryo Watanabe y Fabián Tejada, bajo Luis Castillo, flauta Marcelo Jeremía
- Amistad musical(2008 AOZORAKOBO), producido Mari Sano, Música y letra Mari Sano (voz, charango, guitarra, percusión, ocarina, flauta) creación artística con Horacio López, Facundo Guevara, Franco Luciani, Nuria Martínez, Florencia Ruiz, Sami Abadi, Willy González, Marcelo Lupiz, Mr.Miguelius, Wayratuta, Diego Rolon, Luis Volcoff, Marco Villegas, Axouxeres y Gastón García

## La obra audiovisual
- Chevere Caracas (2007 documental Venezuela) vivencia artística en Caracas, Dir. Julio Martínez
- Amistad del Colibrí (2008 Argentina) Espectáculo en vivo, Centro Cultural Cooperación Floreal Gorrini auspiciado por la Embajada de Ecuador en Argentina. Intérprete: Mari Sano, Mauricio Proaño, Sofía Barriga, Freda Montaño, Javier Landaburu, Arba Cangamina. Filmación: Matias Repossi, Edición: Jos Gili
- Danza del Colibrí (2009 Argentina) Espectáculo en vivo, Centro Cultural Recoleta auspiciado por la Embajada de México, Ecuador, Japón en Argentina. Intérprete: Mari Sano, Iluminación: Eduardo Maggiolo. Filmación Romina Giunta. Edición: Jos Gili
- Historia del Colibrí (2010 documental Argentina) Historia de artista Mari Sano con profesora de charango Nora Gil, Dir Mari Sano, Edición Jos Gili y Romina Giunta, Filmación Ezequiel Hara Duck,
- Zamba del Loro Mario (2012 documental Argentina) Creación artística de tema Zamba del Loro Mario (letra y música Mari Sano) / Chiqui Ledesma (voz), Pablo Juárez (piano), Mari Sano (charango, ocarina y percusión), Gastón García (mezcla y sonolizacion), Liliana Daunes (narración), Mirta Canepa (la voz en portugués), Fernando Del Río (ilustración).
- Colibrí (2012 haiku audiovisual Colombia, Argentina, México) Dir. Marcela Lizcano (Viceversa), intérprete y música Mari Sano (Danza del Colibrí), Fotografía Maria Alnoletti, grabación Francisco Mejia Gómez (Radio UNAM).